# Hallands Nyheter
Hallands Nyheter es un periódico sueco fundado en 1905. Tiene la redacción central en Falkenberg y una tirada media de 31.600 ejemplares.